# Wołodymyriwka
Wołodymyriwka (ukr. Володимирівка) – wieś na Ukrainie, w obwodzie winnickim, w rejonie ilinieckim.